# Tunjë
Tunjë è una frazione del comune di Gramsh in Albania (prefettura di Elbasan).
Fino alla riforma amministrativa del 2015 era comune autonomo, dopo la riforma è stato accorpato, insieme agli ex-comuni di Kukur, Kushovë, Kodovjat, Lenie, Pishaj, Poroçan, Sult e Skënderbegas a costituire la municipalità di Gramsh.

## Località
Il comune era formato dall'insieme delle seguenti località:
- Tunjë
- Duzhë
- Irmanj
- Jançe Qënder
- Jançe Mal
- Katërlis
- Lubinjë
- Oban
- Prrenjas
- Plepas
- Saraselë
- Tunjë e Re